# Kutuzero
Kutuzero (cyr. Кутузеро) – wieś w Bośni i Hercegowinie, w Republice Serbskiej, w gminie Srebrenica. W 2013 roku liczyła 39 mieszkańców.